# AGROSTAR
Federația Națională a Sindicatelor din Agricultură, Alimentație, Tutun, Domenii și Servicii Conexe AGROSTAR este o organizație profesională din România, democratică, fără caracter politic, constituită la nivel național, care reuneste salariați din societățile comerciale agricole, institute și stațiuni de cercetare, societăți comerciale de alimentație, tutun, producători agricoli, precum și persoane care exercită o meserie sau o profesie în mod independent.
Federația a fost înființată în anul 1990 și numără peste 38.000 de membri, având în componența sa peste 150 de sindicate din toate ramurile agriculturii (cultura câmpului, avicultură, viticultură, horticultură, zootehnie, sindicate ale producătorilor și fermierilor).